# Daniel Dourouze
Daniel Urbain Dourouze, né à Grenoble le 21 mars 1874 et mort à Paris le 4 décembre 1923, est un peintre français.

## Biographie
Ayant son atelier au 40, rue de Verneuil à Paris 7e, il se fait connaître comme paysagiste et comme peintre décorateur.

## Œuvres[2]
- Paysage en Dauphiné
- En Dauphiné
- Forêt à Villers-Cotteret
- Vue de Chaumont
- Le Torrent
- Les Fortifs (aquarelle)
- Les Remorqueurs (aquarelle)
- Saint-Germain-des-Près (aquarelle)
- Le Rhône à Lyon (aquarelle)
- Port du Havre
- Vue de Passy (aquarelle)
- Chez la Charlotte (aquarelle)
- Le Havre vu du quartier Saint-François[3]
- La maison de Dourouze au Peuil de Claix, Musée de Grenoble [4]